# Hospitalstiftung zum Heiligen Geist (Kaufbeuren)
Die Hospitalstiftung zum Heiligen Geist ist eine Stiftung und neben dem Kloster eine der ältesten noch bestehenden Institutionen der bayrischen Stadt Kaufbeuren. Sie betreibt derzeit ein Alten- und Pflegeheim, zwei offene Seniorentreffs mit Mittagstisch, zwei seniorengerechte Wohnanlagen und weitere Angebote für ältere Menschen in Kaufbeuren. Zur Erfüllung ihres Stiftungszwecks verfügt die Hospitalstiftung unter anderem über rund 500 Hektar Wald.

## Geschichte

Spital zum Heiligen Geist Kaufbeuren im Mittelalter

Seit gut einem dreiviertel Jahrtausend ist die Stiftung für die Bürger der Stadt Kaufbeuren tätig. Auf Grund ihres großen Grundbesitzes haben sich Bezeichnungen wie Spitalhof, Spittelmühle, Spittelbach, Spitalwald oder Siechengraben als Ortsbezeichnungen in Kaufbeuren und der näheren Umgebung bis in die Gegenwart erhalten.

### Gründung
Die Gründung der Kaufbeurer Hospitalstiftung zum Heiligen Geist wird auf das Jahr 1249 datiert. Als Gründer gilt der Kaufbeurer Händler Albert Schleher. Die Gründungsurkunde ist nicht erhalten.

### Entwicklung bis in die Neuzeit
Durch Zustiftungen entwickelte sich die Stiftung im Lauf der Jahrhunderte zu einem der bedeutendsten institutionellen Grundbesitzer Kaufbeurens und seiner Umgebung.
Zwar bekam die Hospitalstiftung 1252 die Kirche St. Michael des heute abgegangenen Dorfes Tabratshofen geschenkt. Durch den Bau einer eigenen Spitalkirche gewann das Hospital in Kaufbeuren jedoch mehr Gewicht als Institution innerhalb der Stadt. Die Spitalkirche steht nicht mehr. Ein Gewölbe der Kirche ist erhalten geblieben und beherbergt heute das Gasthaus „Dicker Hund“.

Siegel seit 1329

Als Konrad Strölin, der letzte Vertreter des Konvents des Spitals starb, ging die Leitung des Hospitals auf die Stadt über. Der Rat der Stadt bestimmte in der Folgezeit aus seinen Reihen zwei Pfleger des Spitals, die alle Vierteljahre das Spital visitieren und dem Rat darüber zu berichten hatten.
Das Symbol der weißen Taube für den Heiligen Geist kam 1329 in das Siegel und wurde bis zur Säkularisation 1802 verwendet. Es hat sich im heute noch gebrauchten Logo der Hospitalstiftung erhalten.
Im Jahr 1325 und den Folgejahren wurde das zunächst außerhalb der Stadtmauern liegende Spital mehrmals durch Belagerungen erheblich beschädigt. Als Folge des großen Stadtbrands wurde beim Neuaufbau der Stadt der Mauerring erweitert und das Spital eingeschlossen. So war es besser geschützt, was jedoch weitere erhebliche Schäden bei den Belagerungen 1377 und 1388 nicht verhindern konnte.
Nach dem Dreißigjährigen Krieg betrugen im Juni 1650 die fälligen schwedischen Satisfaktionsgelder 15.000 Gulden. Der Rat der Stadt verkaufte daher Stiftungsgüter, um den städtischen Haushalt zu sanieren. Die Stadt war in Folge der Einquartierungen praktisch bankrott. Die Bürger waren zu keinerlei Steueraufkommen in der Lage, da sie selbst am Verhungern waren. Später litt die Stadt auch im Spanischen Erbfolgekrieg.
Weil die mittelalterlichen Spitalgebäude zu Beginn des 19. Jahrhunderts marode waren, baute die Hospitalstiftung um 1825 für 24.736 Gulden und mit 650 Baumstämmen aus den eigenen Wäldern das heute noch vorhandene Spitalgebäude. Es diente bis zum Bau des alten städtischen Krankenhauses 1872 auch als städtisches Krankenhaus, danach nur noch zur Versorgung gebrechlicher und alter Menschen. Heute beherbergt das Spitalgebäude die Kaufbeurer Volkshochschule und Vereine.

### Entwicklung im 20. Jahrhundert

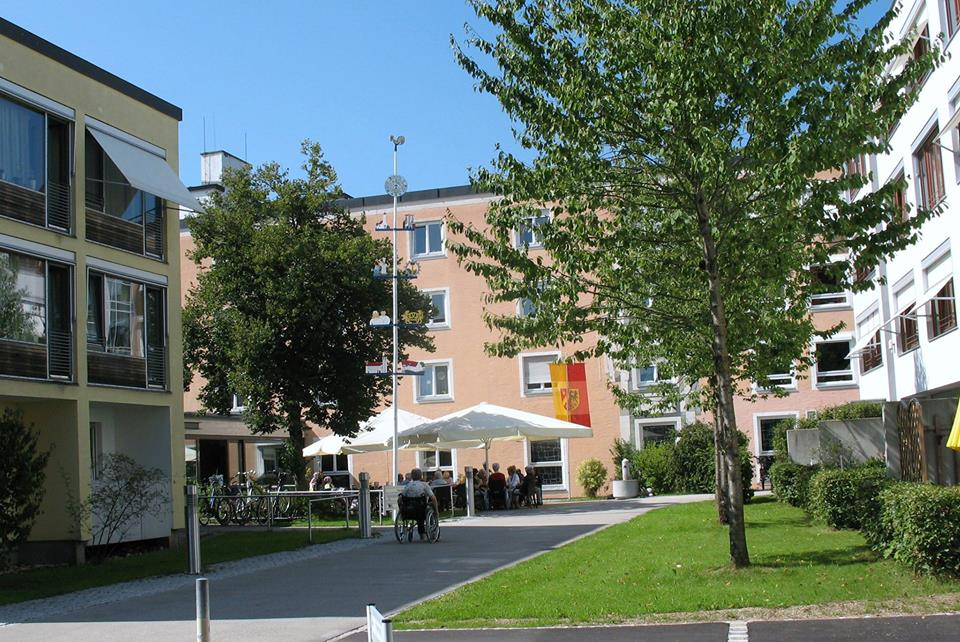
Alten- und Pflegeheim der Hospitalstiftung heute

1965 wurde das heute noch genutzte Nord- und Südhaus (allerdings noch ohne Seitenflügel) für 4,4 Millionen D-Mark erbaut. Die damaligen Bewohner zogen vom historischen Gebäude im Spitalhof ins neue Heim am Gartenweg. Das Heim umfasste jetzt 130 Plätze in Einzel- und Doppelzimmern mit Waschbecken. Toilette und Dusche/Bad gab es auf dem Gang.
Durch eine bedeutende Zustiftung Theresia Moosmangs konnte die Hospitalstiftung von der Dominikusstiftung deren mittelalterliches Siechenhaus bei der Kirche St. Dominikus erwerben und zum Pflegeheim „Moosmanghaus“ umbauen.
Durch eine Zustiftung Hans Doblers entstand 1993 die Wohnanlage mit Seniorentreff „’s Baumgärtle“.

## Einrichtungen der Stiftung
- Alten- und Pflegeheim der Hospitalstiftung, Gartenweg 9, für 190 Bewohner. Das „Moosmanghaus“ ist Teil der Einrichtung und beherbergt einen geschlossenen Wohn- und Pflegebereich für mittel bis schwer demenzkranke Menschen.
- „Baumgärtle“, Baumgarten 32–36, umfasst eine Wohnanlage sowie einen offenen Seniorentreff mit Mehrgenerationenhaus
- „Koffejtippl“, Sudetenstr. 115, offener Seniorentreff für den Stadtteil Neugablonz
- Seniorengerechte Wohnungen, Gartenweg 11
- „daheim!“ – Initiative für Betreutes Wohnen zuhause, Baumgarten 36
- Seniorenbüro der Stadt Kaufbeuren, Baumgarten 36, Geschäftsstelle des Seniorenbeirats, Beratungs- und Vermittlungsstelle für Senioren
- 500 Hektar Stiftungswald werden von der Forstverwaltung der Stadt Kaufbeuren bewirtschaftet.